# بعد از نیمه‌شب (فیلم ۲۰۱۴)
بعد از نیمه‌شب یک فیلم دلهره‌آور معمایی / ترسناک آمریکایی محصول سال ۲۰۱۴ به کارگردانی فرد اولان ری است که بازیگران اصلی آن ریچارد گریکو و تانی کیتین هستند که تانی آخرین نقش‌آفرینی‌اش در سینما بود.